# Vlag van Haskerhorne

Vlag van Haskerhorne

De vlag van Haskerhorne is de dorpsvlag van het Nederlandse dorp Haskerhorne, in de Friese gemeente De Friese Meren. De vlag werd in 2007 geregistreerd.

## Beschrijving
De beschrijving van de vlag is als volgt:
Twee even hoge lengtebanen van wit en groen, met in de broektop een rode rennende haas.
De kleuren zijn afkomstig van het dorpswapen.

## Symboliek

Rode haas: sprekend deel van de vlag, verwijst naar de plaatsnaam Haskerhorne.
- Tweedeling vlag: symbool voor de Jousterweg door het dorp.[2]
- Groen veld: staat voor de bosrijke omgeving rond het dorp.[2]